# نشان ملی ارمنستان
نشان ملی جمهوری ارمنستان (به ارمنی: Հայաստանի զինանշանը, Hayastani zinanshan) بسیار تأثیر پذیرفته از نشان رسمی اولین جمهوری ارمنستان می‌باشد. عقاب و شیر نمادهای باستانی ارمنستان و نماد نخستین پادشاهی ارمنی بوده که به مسیح ایمان آورده چهار نماد دیگر به ترتیب نماد سلسله‌های ارمنی، دودمان باگراتونی، سلسله اشکانی ارمنستان، دودمان آرتاشسی و پادشاهی ارمنی کیلیکیه است و نماد وسطی هم نخست نشانگر نماد این کشور یعنی کوه آرارات است که کشتی نوح بر روی آن به گل نشسته‌است.

## نگارخانه

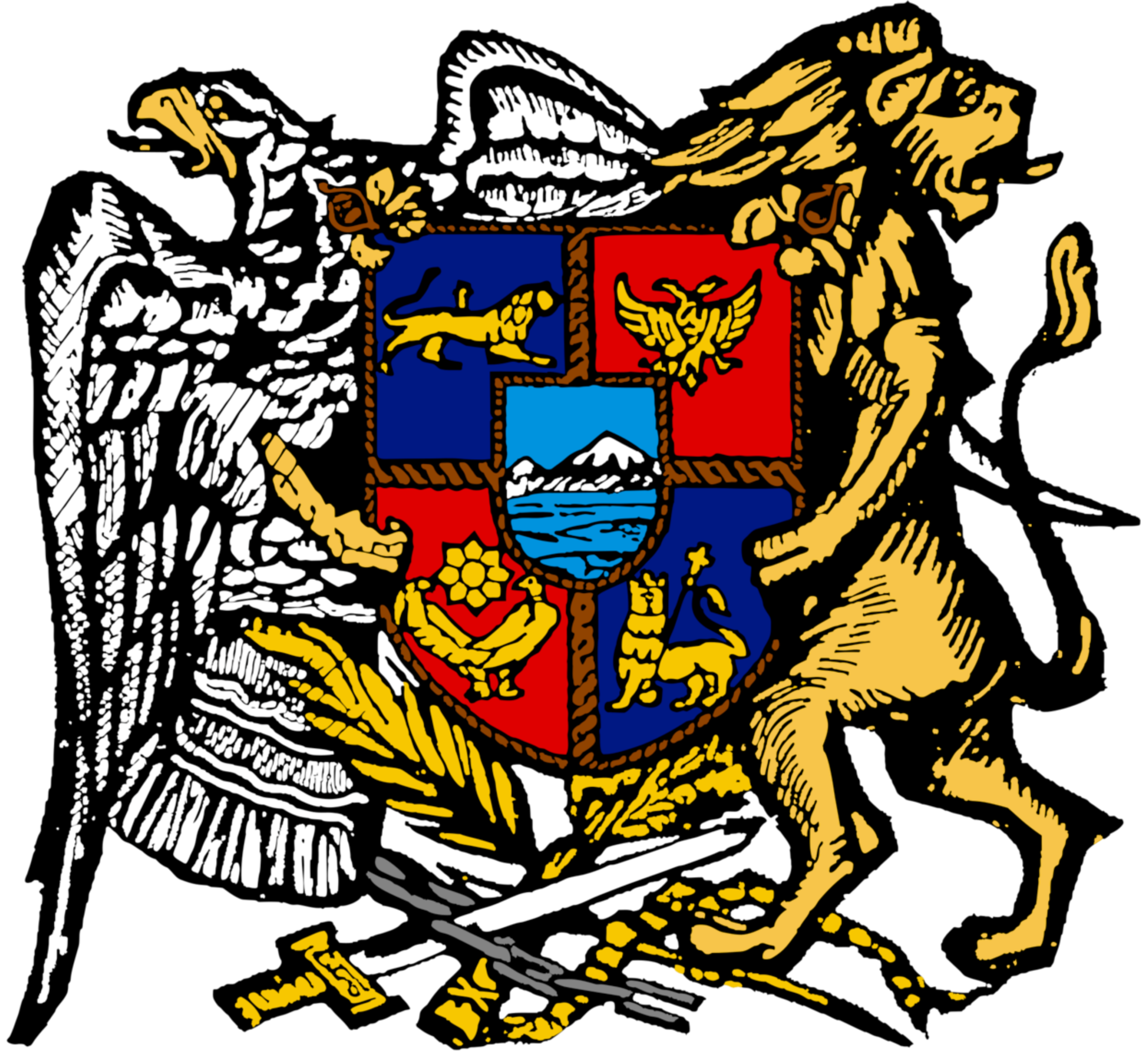
نشان رسمی اولین جمهوری ارمنستان
نشان رسمی جمهوری سوسیالیستی ارمنستان شوروی